# Contagio financiero

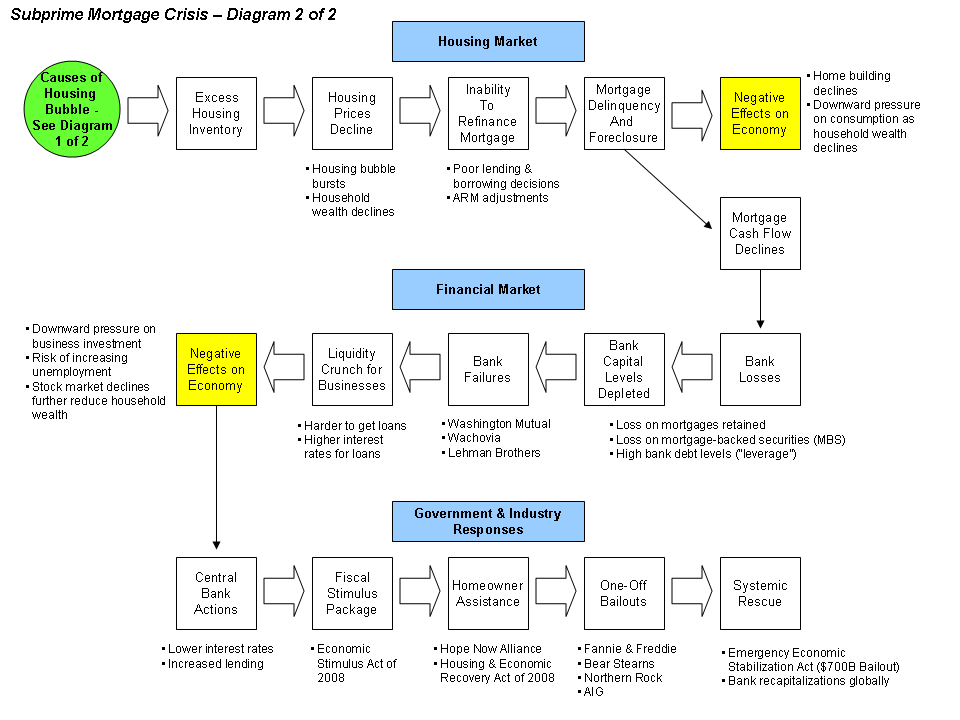
Ejemplo de contagio financiero en la crisis de las hipotecas subprime.

Por contagio financiero se hace referencia a un escenario económico en el cual pequeños shocks, que inicialmente afectaban solo a unas pocas instituciones financieras o a una región en particular de una economía, se extienden al resto del sector financiero y hacia otros países cuyas economías estaban previamente saneadas, y ello de modo similar a la trasmisión de una enfermedad médica. El contagio financiero puede ocurrir tanto a nivel internacional como doméstico. 
A nivel doméstico, suele ser la caída de un banco local o de un intermediario financiero la que activa la trasmisión, provocando el default de sus pasivos y, consecutivamente, una espiral de venta de activos en una fire sale, lo que lleva a socavar la confianza en otros bancos similares. Un ejemplo de este fenómeno es la caída del banco estadounidense Lehman Brothers y la posterior crisis financiera en los mercados financieros de Estados Unidos. El contagio financiero internacional ocurre tanto en economías avanzadas como en vías de desarrollo. Consiste en la trasmisión internacional de una crisis financiera desde un determinado país y a través de los mercados financieros hacia otras economías. La causa de un contagio financiero suele desbordar, normalmente, las explicaciones basadas en la economía real (como por ejemplo el volumen de comercio bilateral).